# Конайнг Бекеклах
Конайнг Бекеклах — (ірл. — Conaing Bececlach) — верховний король Ірландії (за середньовічною ірландською історичною традицією). Час одноосібного правління як верховного короля Ірландії: 609–599 до н. е. (згідно «Історії Ірландії» (ірл. — Foras Feasa ar Éirinn) Джеффрі Кітінга) або 832–812 до н. е. (згідно хроніки Чотирьох Майстрів). Крім того, є дані, що він був співправителем двох попередніх верховних королів Ірландії у 621–609 р. до н. е. або у 844–832 р. до н. е. У цей період він був співправителем чи то рідного, чи то зведеного, чи то названого брата Еоху Фіадмуйне у 621–616 до н. е. та співправителем Лугайдом Ламдергом у 616–609 до н. е. Прийшов до влади разом зі своїм братом вбивши верховного короля Ірландії Еоху Вайрхеса. При цьому вони розділили з братом Ірландію — Еоху Фіадмуйне взяв собі південну половину Ірландії, а Конайнг Бекеклах північну половину. Такий дуумвірат з поділом острова тривав 5 років. Потім Лугайд Ламдерг — син Еоху Вайрхеса вбив його брата Еоху Фіадмуйне і став правити південною частиною Ірландії. Такий поділ Ірландії тривав до 609 р. до н. е. — Конайнг Бекеклах вбив Лугайда Ламдерга і став володарем всього острова.
Походження Конайнга Бекеклаха неясне. «Книга Захоплень Ірландії» (ірл. — Lebor Gabála Érenn) повідомляє дві версії походження Конайнга Бекеклаха та його брата. Згідно однієї — Конайнг Бекеклах та Еоху Фіадмуйне були синами Конгала (ірл. — Congal), що був сином Лугайда Кала (ірл. — Lugaid Cal) з нинішнього графства Корк. Згідно другої версії — Конайнг Бекеклах бу сином Конгала, а Еоху Фіадмуйне був сином Дуї Темраха (ірл. — Dui Temrach) — сина Муйредаха Болграха (ірл. — Muiredach Bolgrach). І у них була спільна мати з Еоху Вайрхесом. Джеффрі Кітінг стверджує, що обидва брати були синами Дуї Темраха, а Чотири Майстри стверджують, що обидва брати були синами Дуї — сина Конгала Коскараха (ірл. — Congal Coscarach).
Після захоплення одноосібної влади правив Ірландією протягом 10 або 20 років. Був вбитий Артом мак Лугдахом.
«Книга захоплень Ірландії» синхронізує його правління з часом правління Артаксеркса I (465–424 до н. е.) та Дарія II (423–404) в Персії, що сумнівно. У давній ірландській скелі «Встановлення володінь Тари» (ірл. — Do suidigud tellaich Temra) стверджується, що Конайнг Бекеклах був сучасником Ісуса Христа, що ще більш сумнівно.